# Radio Odžak RPO
Radio Odžak RPO je lokalna radijska postaja čije je sjedište u Odžaku, Bosanska Posavina, BiH. Emitira na hrvatskom jeziku na 92,5 MHz i na internetu.
Programsku shemu čine vijesti i glazba.
Dok je postojao hrvatski Radio Soli, Radio postaja Odžak emitirala je s njime i zajednički program.

## Vanjske poveznice
- Službene stranice